# Honório de Cantuária
Honório de Cantuário (? – 30 de setembro de 653) foi um dos membros da missão gregoriana de 597 para cristianizar os anglo-saxões, que ainda praticavam o paganismo. Ele se tornaria posteriormente o arcebispo de Cantuária, consagrando neste período o primeiro bispo de Rochester nascido na Inglaterra. Honório também apoiou os esforços missionários de Félix entre os anglos orientais. Quando Honório morreu, em 653, ele já era o último dos missionários gregorianos originais ainda vivo.

## Primeiros anos
Um romano de nascimento, é possível que Honório tenha sido escolhido por Gregório, o Grande para a missão gregoriana na Inglaterra, embora seja mais provável que ele fosse um membro do segundo grupo de missionários, enviado em 601. Não se sabe se o seu nome é o de batismo ou se é o que ele escolheu após ser consagrado arcebispo.

## Arcebispo
Em 627, Honório foi consagrado como arcebispo por Paulino de Iorque em Lincoln. Honório escreveu para o Papa Honório I pedindo-lhe que elevasse a sé de Iorque a um arcebispado para que, quando um arcebispo da Inglaterra morresse, outro pudesse ser capaz de consagrar o sucessor do falecido. O papa concordou e enviou um pálio para Paulino, que, neste interim, tinha sido obrigado a fugir da Nortúmbria. Quando Paulino, após a morte do rei Eduíno da Nortúmbria, em outubro de 633, fugiu, ele foi recebido por Honório e designado bispo de Rochester. A carta papal está datada de junho de 634 e implica que as notícias da morte de Eduíno ainda não tinham chegado ao papa. Esta evidência significa que a data tradicional da morte do rei precisa ser alterada para outubro de 634. A carta papal também significa que a data tradicional da consagração de Honório também precisa de ajuste, pois o grande hiato entre 627, quando acredita-se que ele tenha sido consagrado, e 634, quando ele finalmente recebeu o pálio, é muito mais longa do que o esperado. Por isso, é possível que Honório tenha, na verdade, sido consagrado numa data muito mais próxima de 634. A carta citada, escrita para Honório, está na História Eclesiástica do Povo Inglês do escritor medieval Beda.
Honório consolidou os trabalhos de conversão na Inglaterra ao enviar Félix, um burgúndio, para Dunwich quando ele demonstrou seu desejo de seguir para a Ânglia Oriental como um missionário. Honório pode ter consagrado Félix como o primeiro bispo da Ânglia Oriental ou Félix pode ter sido consagrado ainda no continente. A data deste episódio é incerta, mas provavelmente foi em meados de 631. É possível também que o rei Sigeberto de Ânglia Oriental, que se converteu ao cristianismo durante o seu exílio no continente, tenha conhecido Félix antes e esteja por trás da viagem de Félix até Honório. Além de ajudar Félix, Honório também consagrou o primeiro bispo anglo-saxão, Itamar de Rochester. Além disso, seu sucessor, Adeodato de Cantuária, também foi um inglês nativo.
Honório teve poucos conflitos com os missionários irlandeses e admirava Edano de Lindisfarne, o mais proeminente no clero irlandês.

## Morte e legado
Honório morreu em 30 de setembro de 653 como o último dos missionários gregorianos originais. Ele foi enterrado na igreja de Santo Agostinho em Cantuária e foi reverenciado posteriormente como santo, com festa no dia 30 de setembro. Suas relíquias foram transportadas para um novo túmulo em 1091 e, por volta desta época, uma hagiografia sua foi escrita por Goscelino. Na década de 1120, suas relíquias ainda eram veneradas na igreja de Santo Agostinho.